# عبد الله التجاني
عبد الله التجاني أو أبو محمد عبد الله بن محمد بن أحمد بن محمد بن أبو القاسم التجاني ولد في قبيلة تجانة هي قبائل عربية عراقية الأصل من قبائل تيجانة بالقرب من مدينة مراكش المغرب ما بين عامي 670-675 هـ (1272-1277 م) 
وبعدها رحل إلى تونس مع عائلته نزوحا من الحرب التي كانت بين قبائل مصمودة وقبائل زناتة وصنهاجة
```
تربى في حجر ابيه العالم الاديب، وهو أول من لقنه القراءة والكتابة كما صرح به الابن غير مرة. فيقول مثلاً «وقد اخبرني بهذا الحديث الوالد قراءة عليه، قال اخبرنا الشيخ الحافظ محمد بن عبد الله بن ابي بكر القضاعي (أي ابن الابار)».
```

و اقبل من صغره على حضور دروس الشيوخ في التفسير والحديث وأنواع العلوم ما بين دينية ولسانية وادبية حتى ترعرع وحصل على ملكة التمييز.

## شيوخه
- في مقدمتهم أبوبكر بن عبد الكريم العوفي العلاّمة المغربي الوافد على تونس والمتوفى بها سنة 698 هـ قال عنه التجاني في أحد تصانيفه:

«أخبرني الشيخ الفقيه العدل الصالح أبويحى أبوبكر بن ابي محمد عبد الكريم العوفي فيما اجازنيه وقرأته بلفظي عليه سنة ثلاث أو اربع وتسعين وستمائة، وهو أول من استفدت منه بالقراءة عليه ومثلت بالتعليم بين يديه. وكان قد نال من المعارف ما اشتهى، وحاز فيما حاز من الإحاطة باقوال الفقهاء غاية المنتهى...».
- الشيخ أبو القاسم بن أبي محمد عبد الوهاب بن قائد بن علي الكلاعي، قريب صاحب السيرة النبوية المشهورة بالسيرة الكلاعية، أحد علماء الأندلس اللاجئين إلى تونس، روى عنه التجاني كثيرا.
- أبو الحسن علي ابن الشيخ إبراهيم التجاني، ابن عم والده.
- أبو علي عمر بن الشيخ ابي اسحاق إبراهيم التجاني، ابن عم والده هو الآخر.
- أبو علي عمر بن محمد بن علوان التونسي.

فهذه نخبة من الشيوخ الذين لقّن عنهم، اما لو أردنا استقصاء من عرفهم من رجال العلم المبرزين ومن الأدباء المجيدين للزمنا قمطر ضخم لحصر مكاتباتهم له، ومساجلاته لهم، وقد دون جانبا مهما منها في غضون كتابه الرحلة.

## مكتبته
تميز التجاني بظاهرة أخرى يتضح منها شغفه القوي بالثقافة ووسائلها، وهو اهتمامه الزائد بالكتب في كل صنف وفي كل فن، يتبين ذلك جليا من مطالعة ما وصل الينا من تاليفه، وإشاراته المتكررة فيها لعدد كبير من المراجع والمؤلفات التي كانت قد تضمنتها مكتبته على الارجح، كما يبدو أنه كان يستعين بالمكتبة الحفصية التي بالقصبة استعانة مستمرة، ويثابر على مواصلة المطالعة والمراجعة بها علاوة على ما كان يملكه شخصيا من الكتب الثمينة كما هو الشأن في كل بيت من بيوت العلماء والكتاب والأدباء، ناهيك ما كان عند التجانيين من المخطوطات على مختلف ميولهم واذواقهم، ومن يطالع مصنفا واحدا مما وضع التجاني ويحصي ما يذكره من أسماء الكتب التي ينقل عنها أو يحيل عليها يجد المئات من المؤلفات ذات القيمة الثمينة، وكثير منها لم يصل الينا

## حياته الإدارية والأدبية
انخرط في سلك الكتّاب في ديوان الإنشاء حيث كان يعمل أبوه واخرون من اقاربه، وقد امتزج في ذلك الوسط الأدبي بثلة من من اصحاب الأقلام المعروفين مثل ابي إبراهيم ابن حسينة وابي زيد عبد الرحمان بن نزار، وابي عبد الله محمد الهواري، ومحمد بن أبي زالي البلوي، ومحمد بن يعيش، وأحمد الرصافي وغيرهم، وفي غضون كتابه الشهير (تقييد الرحلة) يرى القارئ اتصالهم الوثيق بالتجاني وما جرى بينهم مدة انتقاله من المراسلات الأدبية المناسبة لذوق العصر، وكان ذلك في مدة السلطان محمد المعروف بأبي عصيدة في بداية القرن الثامن.
و لم يكد يستقر في الديوان حتى ظهرت عليه علامات النبوغ ومخايل النجابة فاصطفاه لنفسه كبير الدولة وشيخ الموحدين الأمير أبويحى زكرياء بن اللحياني، وقرب منزلته منه، ورسمه في خواص كتّابه، فلما عزم الأمير على محاربة الإسبان المغتصبين لجزيرة جربة ورحلته في اتجاه الحج عين أبا محمد عبد الله التجاني لمصاحبته وفوّض اليه الاشراف على رسائله، وذلك منتصف سنة 706 هـ (ديسمبر 1306 م) فكانت تلك الانتقالات والجولات التي يراها المطالع مبسوطة في كتابه تقييد الرحلة التجانية، وتنتهي بعودة صاحبنا إلى حضرة تونس في شهر صفر من سنة 708 هـ 1308 م، وقد فارق التجاني مخدومه الأمير أبو يحى من تراب طرابلس لأسباب صحية وسياسية معا: «فكان امد الغيبة عامين وثمانية أشهر واياما. وهي بحساب كمال الأشهر ونقصها تسعمائة يوم وخمسة وسبعون يوما.»
و قد كان في كامل هذه المدة محل الثقة والعناية الفائقة من مخدومه شيخ الموحدين. انظر الكتاب الذي ارسله الأمير حين مقامه بطرابلس إلى والد التجاني في تونس، نقل الينا رحالنا فحواه فقال: «وكان الأمير -اعزه الله- وجه لوالدي كتابا بخطه يعرفه فيه بحالتي معه، ويصفني فيه بما يليق بذاته الشريفة ومرتبته الرفيعة المنيفة...»

## مؤلفاته
- أداء اللازم في شرح مقصورة حازم.

وهو شرح لقصيدة الفية وضعها أبو الحسن حازم القرطاجني من قرطاجنة الأندلس، المهاجر والمتوفي بها في رمضان 684 هـ، 1285 م، وقد مدح بها الخليفة محمد المستنصر بالله بن أبي وكرياء الحفصي.
- الوفاء ببيان فوائد الشفاء.

وضعه كشرح لكتاب «الشفا بتعريف المصطفى» للقاضي ابي الفضل عيّاض بن موسى اليحصبي.
- الدر النظيم.

وضعه في الأدب والتراجم.
- تقييد على صحيح مسلم.

حرره مدة اقامته بطرابلس سنة 808 حين قراءته بها على الشيخ عبد العزيز بن عبيد السبائي من علمائها.
- تقييد على المسند الصحيح للبخاري.

وضعه أيضا بطرابلس في التاريخ المتقدم بعد أن انتهى من قراءة صحيح مسلم.
- نفحات النسرين في مخاطبة ابن شبرين.

مجموع ادبي ضخم تضمن المخاطبات التي دارت بينه وبين الاديب الأندلسي ابن شبرين الجذامي السبتي.
- علامة الكرامة في كرامة العلامة.

ولم يعرف من هذا التصنيف سوى اسمه، حيث أنه مفقود.
- تحفة العروس ونزهة النفوس.

عمل ادبي وضعه في معاشرة النساء، واخلاقهن وخصالهن، وحقوقهن، وفي العفاف والصون، والزينة والطيب.
- تقييد الرحلة.

وهي من غرر المصنفات التونسية، من أهم ما كتب في وصف البلاد الأفريقية، والتعريف بعمرانها وسكانها وقبائلها وأحوالها كافة، فيها بسط لأخبار المدائن والقرى التي يمر بها الرحال كل واحدة بانفرادها، وتجعله يحيط علما بما مضى من احداثها، مع التعريف بالنابغين من أبنائها، من فقهاء وقوّاد، وادباء، وصلحاء قدامى ومعاصرين، وتبين أسماء الاوطان والنواحي، وما يسكنها من القبائل، وما يتفرع عن كل قبيلة من بطون والإخاذ من البدو الرحل، فيميز بين اصولها وفروعها، وينسب كل منه إلى أن ينتهي إلى مشهور الاصل الجامع، وقد وجه إلى تحقيقها وطبعها الرئيس التونسي السابق الحبيب بورقيبة.